# Marantes
Marantes (llamada oficialmente San Vicente de Marantes) es una parroquia y un lugar español del municipio de Santiago de Compostela, en la provincia de La Coruña, Galicia.

## Entidades de población
Entidades de población que forman parte de la parroquia:
- Agualada
- Cortos
- Gosende
- Lameira[4] (A Lameira). En el INE aparece como A Lameira de Marantes.
- Marantes
- Outeiro[5] (O Outeiro). En el INE aparece como O Outeiro de Marantes.
- Ramil
- Rúa Travesa[6] (A Rúa Travesa). En el INE aparece como A Rúa Travesa de Marantes.
- Torre[7] (A Torre). En el INE aparece como A Torre de Marantes.
- Vilar.[8] En el INE aparece como Vilar de Marantes.
- Villafernández[9] (Vila Fernández)

## Demografía

### Parroquia
| Gráfica de evolución demográfica de Marantes (parroquia) entre 2000 y 2019 |
|                                                                            |
| Datos según el nomenclátor publicado por el INE.                           |

### Lugar
| Gráfica de evolución demográfica de Marantes (lugar) entre 2000 y 2019 |
|                                                                        |
| Datos según el nomenclátor publicado por el INE.                       |